# County Westmeath
County Westmeath (irsk: Contae na hIarmhí) er et county i Republikken Irland, hvor det ligger i provinsen Leinster.
County Westmeath omfatter et areal på 1.764 km² med en samlet befolkning på 79.403 (2006). 
Det administrative county-center ligger i byen Mullingar.
- Wikimedia Commons har flere filer relateret til County Westmeath

53°30′N 7°30′V / 53.5°N 7.5°V